# Mahovljani
Mahovljani (en serbe cyrillique : Маховљани) est un village de Bosnie-Herzégovine. Il est situé dans la municipalité de Laktaši et dans la république serbe de Bosnie. Selon les premiers résultats du recensement bosnien de 2013, il compte 1 015 habitants.
Sur le territoire de Mahovljani se trouve l'aéroport international de Banja Luka.

## Démographie

### Évolution historique de la population dans la localité
| 1948 | 1953 | 1961 | 1971 | 1981 | 1991 | 2013  |
| ---- | ---- | ---- | ---- | ---- | ---- | ----- |
| -    | -    | 874  | 856  | 804  | 877  | 1 015 |

|  |